# Henry W. Setzer
Henry Wilfred „Hank“ Setzer (* 7. September 1916 in Moline, Illinois; † 12. Oktober 1992 in Gainesville, Florida) war ein US-amerikanischer Mammaloge an der Smithsonian Institution. Sein Forschungsschwerpunkt waren die Kleinsäuger.

## Leben
Setzer war der Sohn von Henry David und Mildred Angelina Setzer, geborene Adams. Nach seinem Bachelor-Abschluss im Jahr 1942 an der University of Utah, graduierte er 1945 mit der Prüfschrift A distributional and taxonomic study of the Kangaroo rats (genus Dipodomys) of Utah an derselben Universität zum Master of Science. Er diente während des Zweiten Weltkriegs in der United States Army und zog 1947 nach Washington, D.C. 1948 wurde er mit der Dissertation Subspeciation in the kangaroo rat, Dipodomys ordii unter der Leitung von Eugene Raymond Hall zum Ph.D. in Zoologie an der University of Kansas promoviert. Im selben Jahr kam er als Assistenzkurator für Säugetiere an das National Museum of Natural History, wurde 1954 stellvertretender Kurator und 1969 Kurator der Säugetierabteilung. Diese Position hatte er bis zu seiner Pensionierung im Jahr 1978 inne. 
Während seiner Tätigkeit für das Museum sammelte und katalogisierte Setzer Kleinsäuger auf Expeditionen in Afrika, Südostasien, dem Nahen Osten und Lateinamerika. Er war eine Autorität auf dem Gebiet der Kleinsäuger Südafrikas. Von 1961 bis 1972 leitete er das African Mammal Project der Smithsonian Institution, bei dem 63.000 Proben gesammelt wurden.
1998 veröffentlichte Setzer das National Geographic Book of Mammals.

## Erstbeschreibungen von Henry W. Setzer
- Heterohyrax brucei ssp. hoogstraali Setzer, 1956
- Heliosciurus gambianus ssp. hoogstraali Setzer, 1954
- Dipodomys ordii ssp. durranti Setzer, 1952
- Dipodomys ordii ssp. extractus Setzer, 1949
- Dipodomys ordii ssp. fremonti Durrant & Setzer, 1945
- Dipodomys ordii ssp. medius Setzer, 1949
- Dipodomys ordii ssp. pallidus Durrant & Setzer, 1945
- Dipodomys ordii ssp. sanrafaeli Durrant & Setzer, 1945
- Dipodomys ordii ssp. uintensis Durrant & Setzer, 1945
- Calomyscus grandis Schlitter & Setzer, 1973
- Dipodillus maghrebi Schlitter & Setzer, 1972
- Gerbillus aquilus Schlitter & Setzer, 1972
- Blasse Rennmaus (Gerbillus perpallidus) Setzer, 1958
- Cryptomys ochraceocinereus ssp. oweni Setzer, 1956
- Crocidura olivieri ssp. toritensis Setzer, 1956
- Cryptotis endersi Setzer, 1950
- Laephotis botswanae Setzer, 1971
- Laephotis namibensis Setzer, 1971

## Dedikationsnamen
Nach Henry W. Setzer sind der Persische Mausschläfer (Myomimus setzeri),  die Gewöhnliche Zwergrennmaus (Gerbillurus setzeri), die Setzer-Zwergmaus (Mus setzeri) sowie die heute ungültige Unterart Streptopelia chinensis setzeri der Perlhalstaube benannt. 